# Adiemus V: Vocalise
Adiemus V: Vocalise è il quinto album del compositore gallese Karl Jenkins, pubblicato nel 2003. L'album fa parte del progetto Adiemus, volto a proporre musica moderna utilizzando strumenti della musica classica.

## Tracce
1. Rondo (Concerto per violino e orchestra) – 4:09
2. The Protector (testo tradotto dal testo ebraico Graal) – 4:11
3. Allegrettango (secondo movimento della settima sinfonia di Beethoven – 6:01
4. Dona Nobis Pacem Part I (testo da Agnus Dei della celebrazione eucaristica) – 2:26
5. Dona Nobis Pacem Part II (testo da Agnus Dei della celebrazione eucaristica) – 6:00
6. Akruzam (Mazurka di Fryderyk Chopin) – 4:29
7. Schwanda the Bagpiper (arrangiamento di Jaromír Weinberger da Švanda the Bagpiper) – 1:49
8. Exit Schwanda – 1:18
9. Bendigedig – 5:20
10. Schubert's Dance (Franz Schubert) – 3:20
11. Berceuse pour un Enfant Solitaire – 6:11
12. Aria (arrangiamento di Cantilena da Bachianas Brasileiras di Heitor Villa-Lobos) – 5:30
13. Mysterious are Your Ways – 3:30
14. Mi Contra Fa, Diabolus in Musica – 5:55
15. Vocalise (arrangiamento di Vocalise di Sergei Rachmaninoff) – 4:31
16. Bis: Boogie Woogie Llanoogie – 3:29

Tutte le musiche sono di Karl Jenkins

## Musicisti
- Pirjo Aittomäki – Voce
- Terrance L. Barber Jr. – Voce
- Mary Carewe – Voce
- Paul Clarvis – percussioni
- Mark Feltham – Armonica a bocca
- Mervi Hiltunen – Voce solista
- Nigel Hitchcock – Sassofono
- Gavin Horsley – Basso elettrico
- Jody Barratt Jenkins – Percussioni, pianoforte
- Karl Jenkins – Pianoforte, arrangiatore, compositore
- Anna-Mari Kähärän – Voce
- London Philharmonic Orchestra
- Merja Rajala – Voce
- Säde Rissanen – Voce
- Pieter Schoeman – Direttore d'orchestra
- Hanna Riikka – Voce
- Mia Simanainen – Voce
- Belinda Sykes – Voce solista
- Nina Tapio – Voce
- Martin Taylor - Chitarra
- Riikka Timonen – Voce